# 大目降十八嬈
大目降十八嬈是臺灣臺南市新化區的宗教活動，現已列為文化資產（民俗及有關文物）。其由來與當地風水地理傳說有關，而且是以新化朝天宮為主，牽涉到當地共七間廟宇的宗教活動。又「十八嬈」之名，據說與該活動辦到農曆正月十八結束為止有關。

## 由來傳說
據說新化區過去有著「八卦蜘蛛穴」，以現在中正路與中山路交會處為中心，向外延伸出八條交通線。四條主線分別通往府城、關廟、玉井、新市，另有四條副線通往礁坑、大灣、唪口、虎頭埤。不過此穴雖好，但是裡頭著有蜘蛛精會定期作亂。據說上天知道當地狀況，乃有「七星墜地」，成為新化七間廟宇──朝天宮、太子宮、觀音亭、清水寺、武安宮、天壇護安宮、上帝廟──興建之處。
傳說同治元年（1862年）的大地震導致當地房舍與廟宇受到重創，八卦蜘蛛穴裡的蜘蛛精遂出來做怪，讓當地婦女在元宵節之後行為怪異，放蕩浪漫。居民請示朝天宮媽祖後，得知是蜘蛛精做怪，必須在穴上建廟且請街內眾神壓制。於是後來在靈穴中心重建了朝天宮（該處因而又稱「媽祖間」），並且邀請七廟眾神展開遶境，之後成為習俗。

## 發展
大目降十八嬈在清末成形後，成為新化當地的宗教習俗，直到日治時期皇民化運動時才中斷。二次大戰後，約在民國五十年代（1960年代）復辦，但後來因經費問題而中斷。民國八十四年（1995年）再次推動，但活動從晚上改成白天開始。
過去的大目降十八嬈是在元宵節後，在十六到十八日連續三天夜裡舉行遶境。現在則是在農曆正月十八日白天起進行到夜晚，各廟神轎與陣頭會先在朝天宮集合，由太子宮太子爺擔任先鋒，朝天宮媽祖押後。參與人員會手持火把，象徵掃除蜘蛛精帶來的災禍。
2021年度活動因covid-19疫情的緣故，取消遶境活動，改由在大目降廣場舉辦靜態展

## 其他
臺南麻豆地區也有頂街、下街十八嬈的活動，但該活動比較偏向單純的迎媽祖，不像新化地區與傳說故事結合。另外七星墜地之說，在高雄內門地區也有類似的傳說，但並非建廟而是建七星塔。